# Fuinha-de-dorso-preto

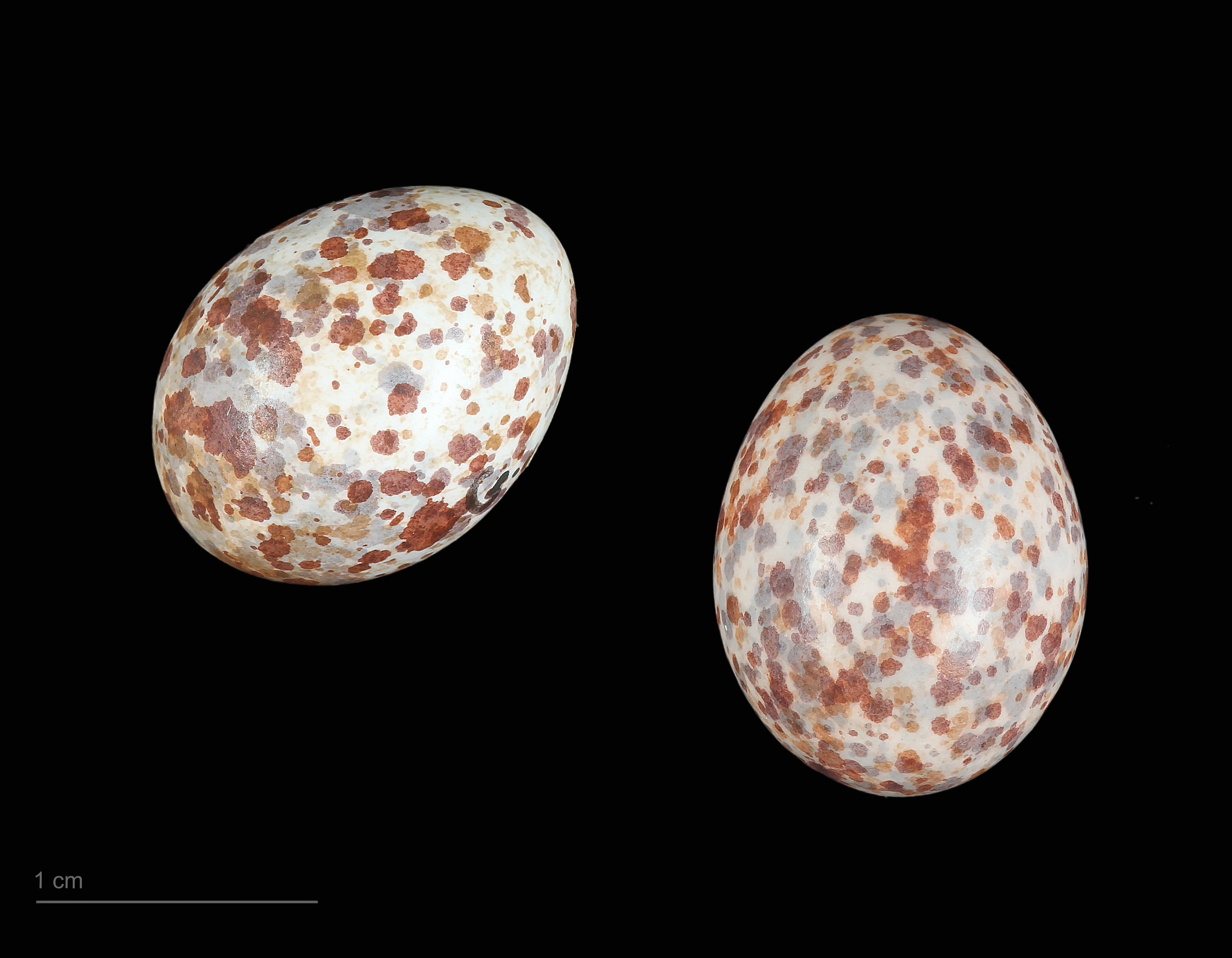
Cisticola galactotes - (MHNT)

Fuinha-d'asa-ruiva ou fuinha-de-dorso-preto (Cisticola galactotes) é uma espécie de ave da família Cisticolidae.
Pode ser encontrada nos seguintes países: Angola, Benin, Botswana, Burkina Faso, Burundi, Camarões, República Centro-Africana, Chade, República do Congo, República Democrática do Congo, Costa do Marfim, Eritreia, Etiópia, Gabão, Gâmbia, Gana, Guiné, Guiné-Bissau, Quénia, Malawi, Mali, Mauritânia, Moçambique, Namíbia, Níger, Nigéria, Ruanda, Senegal, Serra Leoa, Somália, África do Sul, Sudão, Tanzânia, Togo, Uganda, Zâmbia e Zimbabwe.
Os seus habitats naturais são: campos de gramíneas de baixa altitude subtropicais ou tropicais sazonalmente húmidos ou inundados e pântanos.